# Міжнародні відносини Молдови
Міжнародні відносини Молдови — це сукупність стосунків Республіки Молдова з іншими державами світу і міжнародними організаціями.

## Особливості

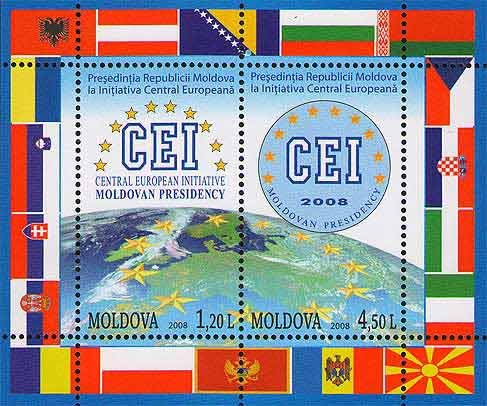
Марка присвячена Центральноєвропейській ініціативі

Згідно з Конституцією Молдови Республіка Молдова є нейтральною державою. Цей статус не дозволяє їй мати на своїй території військові бази інших країн. На сьогодні Молдова є членом таких авторитетних організацій як ООН (з 2 березня 1992 р.), Рада Європи (з липня 1995 р.), СОТ (з 2001 р.). У липні 1998 року було підписано Угоду про партнерство і співробітництво між Республікою Молдовою і Європейським Союзом. Молдова є також учасником програми НАТО «Партнерство заради миру». З 2007 року входить до складу Центрально-європейської асоціації вільної торгівлі (CEFTA).
З грудня 1991 року Молдова — член СНД, з травня 1997 року входить до ГУАМ. Молдова знаходиться в межах шляху транспортування енергоносіїв і зацікавлена в можливості їх придбання за нижчими цінами.
Найважливішими партнерами на міжнародній арені для Молдови залишаються Румунія, Україна та Росія. Входження Румунії до НАТО створило ситуацію, коли Північноатлантичний альянс став безпосереднім сусідом Молдови на її західному кордоні. Ця обставина, а також зближення позицій Росії з НАТО з питань спільної боротьби зі світовим тероризмом, змусила комуністичне керівництво Молдови зайняти лояльнішу позицію до НАТО і шукати вигоди від змін, що відбулися в міжнародній політиці. Виходячи з нових реалій, молдовське керівництво поставило перед НАТО питання про те, щоб прирівняти сепаратизм Придністровського регіону до тероризму. Крім того, третій президент Молдови В. Воронін намагався залучити до врегулювання придністровської проблеми НАТО, що на його думку, «не повинна змиритися з осередком конфлікту біля кордонів блоку».

## Нейтралітет
Стаття 11 Конституції Молдови говорить:
Республіка Молдова проголошує свій постійний нейтралітет. Республіка Молдова не допускає розміщення на своїй території збройних сил інших держав. 
Таким чином, оскільки нейтралітет Молдови закріплений в її конституції, у країни немає планів щодо вступу ні в НАТО, ні в ОДКБ.

## Відносини з Румунією
Сучасна Молдова прагматичніше підходить і до питання двосторонніх відносин зі своїм західним сусідом - Румунією. Але цьому не сприяє румунське керівництво, яке не поспішає ратифікувати парафований ще у квітні 2000 року базовий політичний Договір про «привілейоване партнерство» між двома державами, адже до НАТО Румунію прийняли, закривши очі на очевидне невиконання нею однієї з основних умов для набуття членства — відсутності територіальних претензій до своїх сусідів.
На думку аналітиків, Румунія, що давно виношує плани приєднати Молдову на підставі спільності мови, культури й історичного минулого, не поспішатиме підписувати базовий політичний Договір з Молдовою, розраховуючи на те, що історія розставить по місцях. Якщо економічний потенціал Румунії ще не досить потужний, то її успіхи у зовнішній політиці є відчутними. Донедавна Румунія доплачувала мешканцям Молдови, щоб ті набували її громадянства, то тепер тисячі молдован прагнуть стати «румунами», щоб скористатися членством Румунії в Шенгенській угоді, в країнах-членах якої мріють влаштуватися на роботу. Не виключається й варіант, що підвищення життєвого рівня в Румунії значно збільшить у Молдові кількість прихильників об'єднання двох держав. Тим паче, що як і раніше, у відносинах з Молдовою Румунія керується концепцією про дві румунські держави, а молдован вважає румунами, що «заблукали».

## Відносини з Україною
Українсько-молдовські відносини базуються на низці міждержавних договорів, головними з-поміж яких є базовий Договір про дружбу та співробітництво Республіки Молдова і Україна від 23 жовтня 1992 року, Договір про взаємне визнання кордонів 1994 року, що трансформувався у Договір про державний кордон, та Додатковий протокол до нього про передачу у власність Україні ділянки автошляху Одеса—Рені в районі населеного пункту Паланка, підписаний в серпні 1999 року. Передавши Україні восьмикілометрову ділянку автошляху Одеса—Рені, Молдова натомість отримала від України ділянку землі на березі Дунаю в районі с. Джурджулешти, що перетворило її de facto на морську державу й учасника низки міжнародних організацій на кшталт Дунайської комісії. Крім того, на отриманій від України у 2001 році ділянці землі, Молдова будує нафтотермінал, першу чергу якого вже збудовано. Отже, Молдова стала першою державою колишнього СРСР, з якою Україна врегулювала всі прикордонні питання. Ще одним подарунком України Молдові стали 130 об'єктів молдовської власності на території України (головним чином — пансіонати й будинки відпочинку).

## Відносини з Росією
Молдовсько-російські відносини до 2001 року ґрунтувалися на основі Договору про принципи міждержавних відносин РРФСР та Молдавської РСР від 22 вересня 1990 року та Додатковим протоколом до нього від 10 лютого 1995 року. Щоправда, Росія не ратифікувала ні договір, ні додатковий протокол, а Молдова ратифікувала лише базовий договір. У 2001 році у ході візиту В. Вороніна до Москви було підписано базовий політичний молдовсько-російський договір, що відповідає інтересам обох країн.
РФ конче зацікавлена у пожвавленні економічного співробітництва з Республікою Молдовою, адже частка Росії у зовнішній торгівлі Молдови становить близько 40 % (62 % в експорті і 29 % в імпорті). Зацікавленість в Росії у розвитку двосторонніх відносин зумовлена наявністю в Молдові розвинутого агропромислового комплексу та галузей легкої, електронної й радіотехнічної промисловості, а також можливістю виходу через територію Молдови на ринки західних країн та Балканських країн. Молдова зацікавлена у ввозі з Росії енергоносіїв, деревини, автомобілів, целюлозно-паперової продукції, будівельної техніки. Вона також намагається зберегти і розширити російський ринок для своєї агропродукції.
Росія могла б активніше сприяти врегулюванню придністровської проблеми, проте заважають імперські традиції й амбіції, наслідком чого є небажання прискорити виведення майна та озброєння колишньої 14-ї армії з території Придністров'я, попри рішення з цього питання, прийняте на Стамбульському саміті ОБСЄ в листопаді 1999 року. У 2003 році офіційний Кремль запропонував для врегулювання придністровської проблеми так званий «план Д. Козака», що передбачав створення федеративної держави Молдови, складова якої — Придністров'я — отримувала право в будь-який час вийти з федерації й набути незалежного статусу. Передбачав «план Козака» і 20-річну пролонгацію перебування 14-ї російської армії. Втім, за кілька годин до підписання плану в жовтні 2003 року президент Молдови В. Воронін після бесіди з представником ОБСЄ відмовився його парафувати, що стало несподіванкою для російської сторони. Відмова Молдови від «плану Козака» чималою мірою посприяла значному скороченню обсягів зовнішній торгівлі між країнами, що завдало відчутного удару по й без того слабкій економіці Молдови. Також Росія, починаючи з 2006 року, постійно підвищує ціну на природний газ для Молдови.
26 липня 2023 року, Уряд Молдови вирішив скоротити кількість акредитованого дипломатичного персоналу в російському посольстві в Кишиневі на тлі  розслідування щодо антен на даху будівлі дипустанови Кремля. Про це, як повідомляє молдовський інформаційний портал NOI.md, оголосив міністр закордонних справ та європейської інтеграції Молдови Ніколає Попеску під час засідання уряду. Як уточнив офіційний представник молдовського зовнішньополітичного відомства Ігор Захаров, Молдова вишле 18 дипломатів і 27 співробітників технічного персоналу. У посольстві Росії у Молдові залишиться 10 дипломатів та 15 співробітників технічного персоналу. За уточненими даними, Молдова ухвалила рішення вислати приблизно 60 російських дипломатів. Зокрема, скорочення кількості акредитованих дипломатів та техніко-адміністративних співробітників посольства РФ у Кишиневі складе з 84 до 25 осіб.
14 серпня 2023 року, Кишинів залишили 22 російські дипломати та інший персонал посольства, загалом 45 осіб. За даними МЗС Молдови, у російському посольстві з 80-ти працівників залишилось працювати 25, що становитиме паритет з молдовським посольством у Москві. З 15 серпня, в посольстві РФ у Кишиневі можуть залишатися не більше 10 російських дипломатів і 15 осіб допоміжного персоналу.
24 жовтня 2023 року, згідно повідомлення Служби інформації та безпеки Молдови (SIS), Молдова заблокувала у країні доступ до сайтів 22 російських пропагандистських телеканалів.
30 жовтня 2023 року, згідно заяви глави SIS, Молдова заблокує 31 інтернет-портал в країні, 21 з яких безпосередньо керується з Росії.

## Відносини з ЄС і НАТО

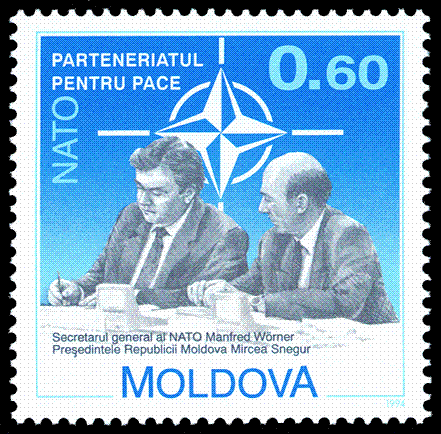
Підписання в 1994 році програми «Партнерство заради миру»

Інтеграція до ЄС і європеїзація країни стали головною стратегічною метою уряду Молдови після провалу «плану Козака» зі створення спільної держави Молдови й Придністров'я у 2003 році. Євроінтеграційний курс користується підтримкою переважною більшістю населення країни.

### Опитування щодо приєднання до ЄС
|       | Якби наступної неділі відбувся референдум про приєднання Республіки Молдова до ЄС, Ви госолували б за чи проти? |
| ----- | --- |
| За    | 68,4 % |
| Проти | 6,3 % |

### Опитування щодо приєднання до НАТО
|       | Якби наступної неділі відбувся референдум про приєднання Республіки Молдова до НАТО, Ви госолували б за чи проти? |
| ----- | --- |
| За    | 34,3 % |
| Проти | 18,1 % |